# Loch Dubh (Loch Ruard)
Loch Dubh (schottisch-gälisch: „Schwarzer See“) ist ein Süßwassersee in der schottischen Council Area Highland beziehungsweise in der traditionellen Grafschaft Caithness. Der See ist nicht zu verwechseln mit dem nahegelegenen Loch Dubh oder dem Lochan Dubh nan Geodh.

## Beschreibung
Der See liegt auf einer Höhe von 145 Metern über dem Meeresspiegel in der äußerst dünn besiedelten Region Flow Country, die als größtes zusammenhängendes, intaktes Moorgebiet der nördlichen Hemisphäre gilt. Seine Ufer sind unbesiedelt. Drei Kilometer westlich befindet sich die Einöde Achavanich, während die nächstgelegene größere Siedlung Halkirk 16 Kilometer nördlich gelegen ist. Der Loch Dubh ist nicht durch Straßen erschlossen. Die nächstgelegene befestigte Straße ist die A9, die rund drei Kilometer östlich verläuft. Der wesentlich größere Loch Ruard erstreckt sich nur etwa 250 Meter westlich.
Der längliche Loch Dubh weist eine maximale Länge von 0,84 Kilometern bei einer maximalen Breite von 0,16 Kilometern auf, woraus sich eine Fläche von neun Hektar und ein Umfang von zwei Kilometern ergeben. Die mittlere Tiefe des Loch Dubh beträgt 4,5 Meter, woraus ein Volumen von 412.418 Kubikmetern resultiert. Sein Einzugsgebiet umfasst 31 Hektar und besteht zu 69 % aus Moorland, während Grundwasser 31 % des Zuflusses ausmacht. Das Einzugsgebiet erstreckt sich im Wesentlichen nach Süden. Der See verfügt über keine benannten Zuflüsse. Der vom Südostufer abfließende unbenannte Bach mündet in den Little River, der über den Thurso in den Atlantik entwässert.